# Michael Kirkpatrick (Basketballspieler)
Michael Kirkpatrick (* 16. September 1982) ist ein ehemaliger deutscher Basketballspieler.

## Werdegang
Der aus Dexheim stammende Kirkpatrick begann im Alter von zwölf Jahren mit dem Basketball. Er ging 1999 in die Vereinigten Staaten und spielte Basketball an der Hampton Roads Academy in Newport News (Bundesstaat Virginia).
Kirkpatrick spielte 2000/01 mit dem ASC Theresianum Mainz in der 2. Basketball-Bundesliga, nachdem er in der Sommerpause 2000 von der zweiten ASC-Mannschaft in das Zweitliga-Aufgebot befördert worden war. In der Saison 2001/02 stand er im Aufgebot des Bundesligisten TSK Bamberg und verbuchte einen Einsatz in der höchsten deutschen Spielklasse (im November 2001 gegen Frankfurt).
Der 1,80 Meter große Aufbauspieler setzte seine Laufbahn in den Vereinigten Staaten fort: 2002/03 war Kirkpatrick Student und Basketballspieler an der North Carolina Agricultural and Technical State University (21 Spiele: 7,6 Punkte/Spiel), wechselte innerhalb des Landes an das College of Eastern Utah, für dessen Mannschaft er in der Saison 2003/04 auflief.  Hernach nahm er einen weiteren Hochschulwechsel vor und bestritt während der Saison 2004/05 drei Spiele für die Mannschaft der University of San Diego.
Später studierte Kirkpatrick im schottischen Edinburgh und spielte von 2009 bis 2012 für die Mannschaft Edinburgh Kings.